# Put Your Head on My Shoulder
Put Your Head on My Shoulder (en chino, 致我们暖暖的小时光; pinyin, Zhì wǒmen nuǎn nuǎn de xiǎoshí guāng) es una serie de televisión china emitida por Tencent Video en 2019.

## Sinopsis
A medida que se acerca la graduación de Situ Mo (Xing Fei), está confundida acerca de sus planes futuros. Ella prueba todo tipo de cosas todo el tiempo y no puede tomar sus propias decisiones. Sus días ordinarios se ven sacudidos de repente cuando el genial estudiante de física Gu Weiyi (Lin Yi) aparece en su vida. Los dos accidentalmente terminan viviendo juntos y comienza el caos.

## Reparto
- Xing Fei como Situ Mo
- Lin Yi como Gu Weiyi
- Tang Xiaotian como Fu Pei
- Zheng Ying Chen como Wang Shan
- Zhou Jun Wei como Lin Zhicun
- Jie Bing como profesor Jiang
- Zhou Zi Xin como Xie Yuyin
- Gao Yu Fei como Meng Lu
- Zhang Hao Lun como Zhou Lei
- Zhu Kang Li como Ah Ke
- Chen Jing Jing como Hu Niu
- Yi Sha como Xu Jie'er

## banda sonora
| N.º | Título                                                   | Cantante            | Duración |  |
| 1.  | «Warm Little Time (暖暖的小时光)» (Tema principal)       | Kele Jiushi Liliang |          |  |
| 2.  | «Two People Are Beautiful (两人份美好)» (Tema de cierre) | Li Junyi            |          |  |
| 3.  | «Have Your Plot (有你的情节)»                            | Zhou Pin            |          |  |
| 4.  | «Guess (猜一猜)»                                         | He Manting          |          |  |
| 5.  | «Time of a Love Song (一首情歌的时间)»                   | Yinze Yue (Luna)    |          |  |

## Emisión internacional
- Corea del Sur: Ching (2019).
- Singapur: E Channel (2019).